# Loxaspilates arisanaria
Loxaspilates arisanaria là một loài bướm đêm trong họ Geometridae.